# In the Army Now (singolo)
In the Army Now è una canzone famosa come successo del 1986 della rock band inglese Status Quo. Accompagnata da un esplicito video musicale che mostra la durezza della vita dei soldati, costituisce una amara riflessione sulla inutilità della guerra.

## La canzone
In realtà, in origine, autori del pezzo sono i fratelli olandesi Ron & Ferdi Bolland, che quattro anni prima pubblicandolo come singolo (con il titolo completo di You Are in the Army Now) sono riusciti a ottenere un discreto successo commerciale in tutta Europa. Ma Francis Rossi, cantante e leader degli Status Quo, è convinto che il brano sia molto migliorabile, oltre che perfetto per la sua voce.
I Quo decidono pertanto di lavorarci su curando ogni dettaglio e, dopo qualche leggera modifica alle liriche, lo adattano alla doppia chitarra di Rossi & Parfitt. Poi, tramite un sapiente utilizzo di tastiere e sintetizzatori, trasformano letteralmente il suono creando atmosfere eleganti e ricercate, in piena conformità ai fascinosi standard sonori del periodo.
Il 45 giri si piazza al secondo posto nelle classifiche britanniche e si insedia in cima alle classifiche in molti paesi, divenendo uno dei maggiori hit internazionali della band.

### Testo
In the Army Now viene scritta in memoria dei civili reclutati dall'esercito americano (da qui il riferimento allo "Zio Sam") per combattere nella guerra in Vietnam.
Il testo è strutturato in due distinte sezioni: nella prima parte della canzone vengono illustrate le lusinghe e le illusioni blandite dallo "Zio Sam" al fine di indurre i giovani all'arruolamento, con promesse di viaggiare, conoscere il mondo, encomi di eroismo della società civile e volti sorridenti. Nella seconda parte, invece, la cruda realtà del fronte: attacchi bellici nel cuore della notte, ordine di sparare a vista a chiunque, bombe a mano, incursioni suicide, pericoli continui, disturbi emotivi e contrasti interiori sulle ragioni e sulla giustizia delle azioni di violenza vissute.
Il pezzo si chiude con la domanda posta dal soldato a sé stesso sul far della sera quando, al calare dell'oscurità, ripercorrendo gli orrori della giornata, si chiede se tutto ciò sia illusione o realtà. In verità è una domanda retorica poiché egli ha compreso che le promesse dello "Zio Sam" erano del tutto ingannevoli, mentre la frase You Are in the Army Now (Sei nell'esercito adesso) che dà il titolo al brano si ripete più volte fino al termine accompagnata da un consistente crescendo sonoro, evidenziando senso di costrizione e mancanza di vie di uscita.
Note:
- In the Army Now rimane uno dei brani più peculiari e atipici per gli Status Quo, da sempre gruppo simbolo della musica hard-boogie rock, tant'è che lo stesso Francis Rossi ha dichiarato:

(Francis Rossi)
- L'urlo del sergente "Stand up and fight!" (Alzatevi e combattete!) appartiene alla voce di Noddy Holder, leader della band britannica Slade, per l'occasione appositamente convocato in studio dagli Status Quo.[8]
- Di questo storico brano esiste anche una versione in lingua italiana con testo scritto da Cristiano Malgioglio, incisa dal cantante italo-americano Wess e pubblicata nel 1982 col diverso titolo L'anima.

## Tracce
Formato 7" single
1. In the Army Now - 3:52 - (Bolland/Bolland)
2. Heartburn - 4:44 - (Patrick/Parfitt/Rossi)

Formato 10" maxi
- Lato A

1. In the Army Now (Military Mix) - 5:55 - (Bolland/Bolland)

- Lato B

1. Heartburn - 4:44 - (Patrick/Parfitt/Rossi)
2. Late Last Night - 2:58 - (Young/Parfitt/Rossi)

## Formazione
- Francis Rossi (chitarra solista, voce)
- Rick Parfitt (chitarra ritmica, voce)
- Andy Bown (tastiere, chitarra, armonica a bocca, cori)
- John 'Rhino' Edwards (basso, voce)
- Jeff Rich (percussioni)

## Classifiche
| Chart (1987) | Posizione |
| ------------ | --------- |
| Austria      | 1         |
| Francia      | 2         |
| Germania     | 1         |
| Irlanda      | 1         |
| Islanda      | 1         |
| Norvegia     | 2         |
| Polonia      | 1         |
| Portogallo   | 3         |
| Regno Unito  | 2         |
| Spagna       | 2         |
| Svezia       | 6         |
| Svizzera     | 1         |

## Versione 2010
La canzone In the Army Now è stata ripubblicata dagli stessi Status Quo in una nuova versione nel settembre 2010, allo scopo di raccogliere fondi in favore di istituzioni benefiche inglesi che si occupano di fornire sostegno ai soldati reduci.

## Tracce
Formato CD single
1. In the Army Now (2010) - 4:21 - (Bolland/Bolland)
2. Caroline (Live from Ipswich Regent Theatre 17/02/09) - 5:17 - (Rossi/Young)
3. Whatever You Want (Live from Brighton Centre 12/12/08) - 5:26 - (Bown/Parfitt)
4. In The Army Now (2010) (Radio Edit) - 3:52 - (Bolland/Bolland)
5. In The Army Now (2010) (Video)

Formato CD Enhanced
1. In the Army Now (2010) - 4:21 - (Bolland/Bolland)
2. Caroline (Live from Ipswich Regent Theatre 17/02/09) - 5:17 - (Rossi/Young)
3. Beginning of the End (Live from Ipswich Regent Theatre 17/02/09) - 4:2 - (Rossi/Edwards)
4. Down Down (Live from Oxford New Theatre 04/10/08) - 6:01 - (Rossi/Young)
5. Whatever You Want (Live from Brighton Centre 12/12/08) - 5:26 - (Bown/Parfitt)
6. Burning Bridges (Live from Brighton Centre 12/12/08) - 3:49 - (Rossi/Bown)
7. I Ain't Wasting My Time (Brano bonus nella versione britannica di In Search of the Fourth Chord) - 3:37 - (Rossi/Young)
8. One By One (Brano bonus nella versione europea di In Search of the Fourth Chord) - 4:15 - (Parfitt/Young)
9. In The Army Now (2010) (Radio Edit) - 3:52 - (Bolland/Bolland)
10. In The Army Now (2010) (Video)
11. Beginning of the End (Video)

## Formazione
- Francis Rossi (chitarra solista, voce)
- Rick Parfitt (chitarra ritmica, voce)
- Andy Bown (tastiere, chitarra, armonica a bocca, cori)
- John 'Rhino' Edwards (basso, voce)
- Matt Letley (percussioni)